# Colostethus argyrogaster
Colostethus argyrogaster — вид жаб родини дереволазових (Dendrobatidae).

## Поширення
Ендемік Перу. Поширений на півночі країни у регіонах Амазонас і Сан-Мартін. Мешкає у тропічних і субтропічних гірських дощових лісах та тропічних і субтропічних рівнинних дощових лісах у долині річки Мараньйон на висоті від 400 до 1700 м над рівнем моря.

## Опис
Самців завдовжки до 19,8 мм, самиці — 22,1 мм. Спина світло-коричнева, боки темно-коричневі. Коса бічна лінія сріблястого кольору, спинна поверхня стегна кремова, задня поверхня стегна і внутрішня поверхні гомілки помаранчеві. Горло і груди кремові, живіт сріблястий, райдужна оболонка бронзова. Пахова область самців помаранчева. Диски на пальцях розширені.